# Mawnan
Mawnan (korn. Maunan) – wieś i civil parish w Anglii, w Kornwalii. W 2011 roku civil parish liczyła 1476 mieszkańców.